# إيغناك باتياني
إيغناك باتياني (بالمجرية: Batthyány Ignác)‏ هو كاهن كاثوليكي وأمين مكتبة مجري، ولد في 30 يونيو 1741 في Güssing ‏ في النمسا، وتوفي في 17 نوفمبر 1798 في ألبا يوليا في رومانيا.